# فرودگاه وست‌لاک
فرودگاه وست‌لاک (به انگلیسی: Westlock Airport) یک فرودگاه همگانی است که یک باند فرود آسفالت دارد و طول باند آن ۹۱۴ متر است. این فرودگاه در کشور کانادا قرار دارد و در ارتفاع ۶۷۵ متری از سطح دریا واقع شده است.